# Raymundo Abarca Alarcón
Raymundo Abarca Alarcón (Chilpancingo, Guerrero; 4 de marzo de 1906-Chilpancingo de los Bravo; 9 de febrero de 1970) fue un médico militar y político mexicano, miembro del Partido Revolucionario Institucional, que ejerció el cargo de Gobernador Constitucional de Guerrero de 1963 a 1969.
Realizó sus estudios en la Escuela Médico Militar en la Ciudad de México donde se graduó como médico. Posteriormente regresa a Guerrero, donde construyó un hospital privado titulándolo con su nombre en la ciudad de Iguala. En aquella ciudad, ya involucrado en la política local, resultaría electo presidente municipal durante el periodo 1948-1950. Su amistad con Donato Miranda Fonseca, secretario de la Presidencia de Adolfo López Mateos, lo llevaría a resultar candidato del PRI, y posteriormente fue electo Gobernador de Guerrero en diciembre de 1962 para el periodo 1963-1969 sobre el candidato postulado por la Asociación Cívica Guerrerense, José María Suárez Téllez, quien por algún tiempo se mantuvo inconforme con el resultado oficial denunciando fraude electoral en muchas de las alcaldías del norte del estado.
En su gobierno, resaltó el comienzo de las obras de construcción del Palacio de Gobierno en Chilpancingo. Entre los logros alcanzados durante este periodo, destacan diversas acciones impulsadas mediante los programas Bipartita Ordinario, Bipartita Extraordinario y de Cooperación Tripartita. Gracias a ellos, se construyeron, conservaron, administraron o supervisaron 469 kilómetros de carreteras y caminos vecinales. Además, se llevó electricidad a 259 comunidades mediante la instalación de nuevas redes de distribución. También se desarrollaron importantes labores de fomento ejidal.
En materia de salud, se implementó el Programa de Alimentación Complementaria Rural en 75 comunidades que carecían de centros de salud. Asimismo, se vacunó contra enfermedades como tétanos, viruela y tuberculosis a más de 132,000 personas. Se edificaron 25 unidades sanitarias en distintos puntos del estado y se abrieron centros de salud en localidades como Arcelia, Atlixtac, Zitlala, San Miguel Totolapan, Xochihuehuetlán, Puerto Marqués, Pie de la Cuesta, Tres Palos y Llano Largo.
La infraestructura educativa también se fortaleció: el número de jardines de niños aumentó de 62 a 109, y las escuelas primarias pasaron de 668 a 828, lo que implicó un crecimiento en el número de plazas docentes, administrativas y de intendencia. En cuanto a la educación física, se consolidó la Unión Deportiva Estatal con 53 agrupaciones municipales, se reorganizó la Dirección de Educación Física, se construyeron 69 canchas deportivas para basquetbol y voleibol, y el estado participó en 30 competencias deportivas a nivel nacional.
Para fomentar la cultura en la entidad, se fundó la Casa de la Cultura de Guerrero, que más adelante daría origen al actual Instituto Guerrerense de la Cultura. En la capital estatal, se inició la construcción del Palacio de Gobierno, hoy conocido como Palacio de Cultura Ignacio Manuel Altamirano. También se edificaron las sedes del Tribunal Superior de Justicia y del Congreso del Estado (actualmente ocupadas por el Poder Judicial), se construyó la Casa de la Juventud, se mejoraron los sistemas de vialidad, agua potable y drenaje, y se ampliaron diversas vialidades del centro histórico.
En el ámbito social y con participación ciudadana, en julio de 1963 Alfredo López Cisneros asumió la presidencia de la Unión de Colonos del municipio de Acapulco. Posteriormente, el 14 de febrero de 1966, una delegación guerrerense viajó a Oaxaca para asistir a la develación de una estatua del general Vicente Guerrero Saldaña en Cuilapan, réplica de la instalada en Tixtla. En el acto, el licenciado Juan Pablo Leyva y Córdoba ofreció un discurso conmemorativo.
Durante el mandato del doctor Abarca Alarcón, se otorgaron becas a estudiantes que cursaban estudios profesionales fuera del estado. Asimismo, se donaron terrenos a instituciones educativas y médicas: uno a la Universidad Autónoma de Guerrero en Taxco (la exhacienda de San Juan Bautista) y otro a la Sociedad Médica de Chilpancingo en la capital. Finalmente, el 22 de noviembre de 1968, se inauguró el mercado central del puerto de Acapulco.
Por otra parte, su gestión se vio agitado social y políticamente por diferentes levantamientos en oposición a su gobierno. Debido a que el PRI intentaba reprimir las luchas obreras en todo el país, sus gobernantes se vieron involucrados en diferentes escándalos, en este caso se le involucró en la Masacre de La Coprera el 20 de agosto de 1967 en Acapulco, entre otros actos represivos en el estado relacionados con el activismo de Genaro Vázquez.
Posterior a su mandato, siguió viviendo a lado de su familia y cuidando de su negocio, el hotel San Antonio, y posiblemente si hay la creencia que su muerte fue motivada porque se hicieron correr versiones en el sentido de que Simón Valdeolívar “El Tuba” había acusado al exgobernador de ser el autor intelectual del asesinato de López Cisneros, provocándole un infarto masivo minutos después de que varios periodistas lo entrevistaran sobre tal versión. 
Sin embargo  “Simón Valdeolívar declaró  al interior de la cárcel de Acapulco sobre el caso de Alfredo López Cisneros y en ningún momento señaló que el gobernador Abarca hubiese ordenado o siquiera sugerido, que asesinaran al líder lajeño, todo lo contrario el Tuba precisó que el Doctor Abarca nunca les dijo a él ni a Urbano Luna que acabaran con Alfredo López” testificó periodista Reemberto Váldez Ortega en el periódico Así Somos en la edición número 161. 